# Hans Vos
Johannes Bernardus Maria (Hans) Vos (Hilversum, 12 juli 1957) is een Nederlands beeldhouwer.

## Leven en werk
Vos groeide op in Laren. Hij studeerde een jaar psychologie in Utrecht en maakte toen de overstap naar de Koninklijke Academie voor Kunst en Vormgeving in 's-Hertogenbosch (1976-1982). Vanaf 1982 woont en werkt hij in Nijmegen. Zijn werken zijn gemaakt van staal, hout, en polyurethaan. Vos is lid van de Nederlandse Kring van Beeldhouwers. Hij ontving 1994-1996 een stipendium van het Fonds voor Beeldende Kunsten.

## Werken in de openbare ruimte (selectie)
- Speelplastiek (1986), Nijmegen
- Het prieel (1992), Tunnelweg, Wijchen
- Huisraad (1994), Trompstraat, Nijmegen
- Ruiterstandbeeld (1998), Velp
- Fornuis (2000), Zutphen
- Shape shift (2004), Nieuw Bergen
- Schaap in boom (2005), Kloosterveen, Assen

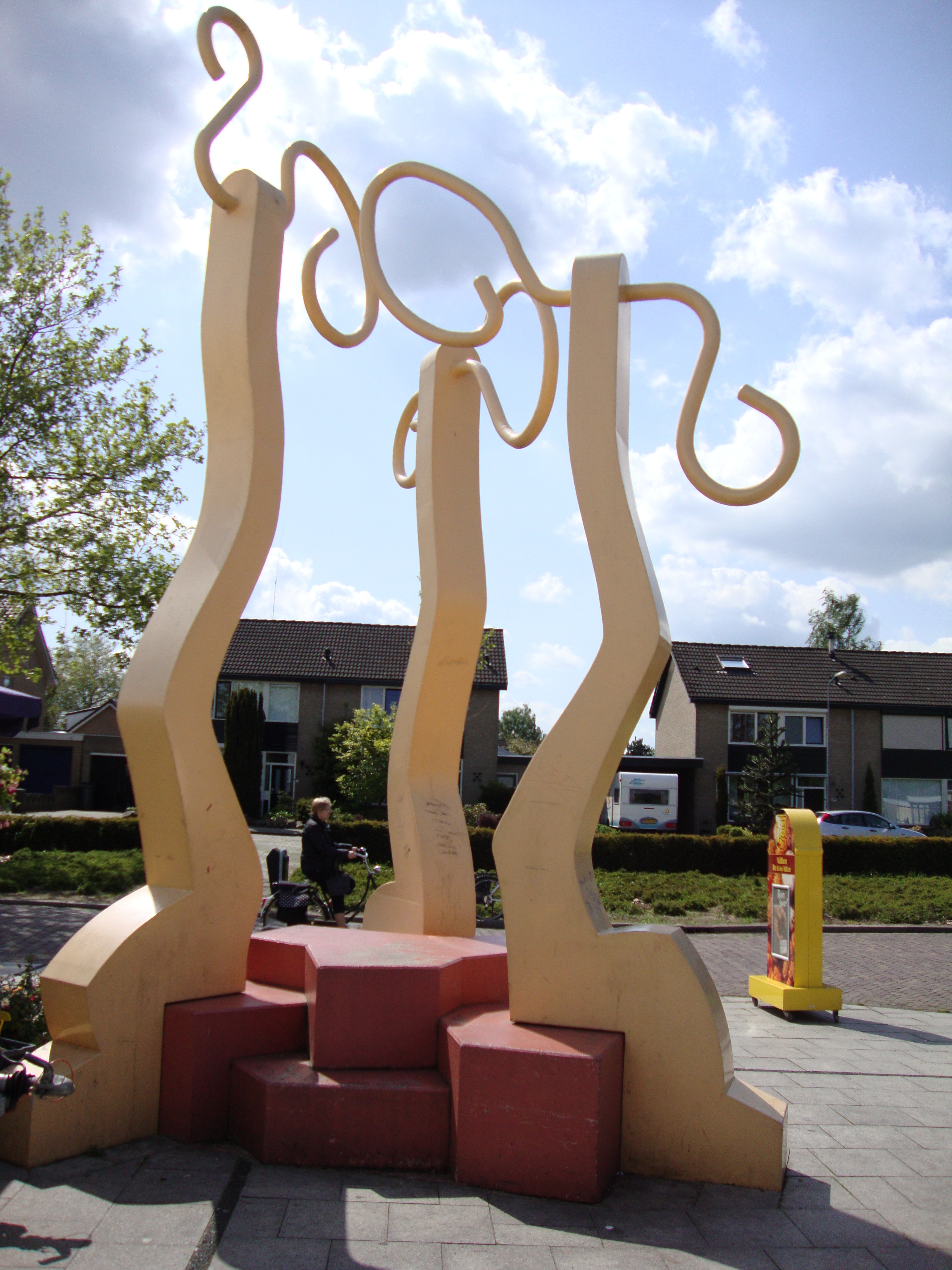
Het prieel, Wijchen
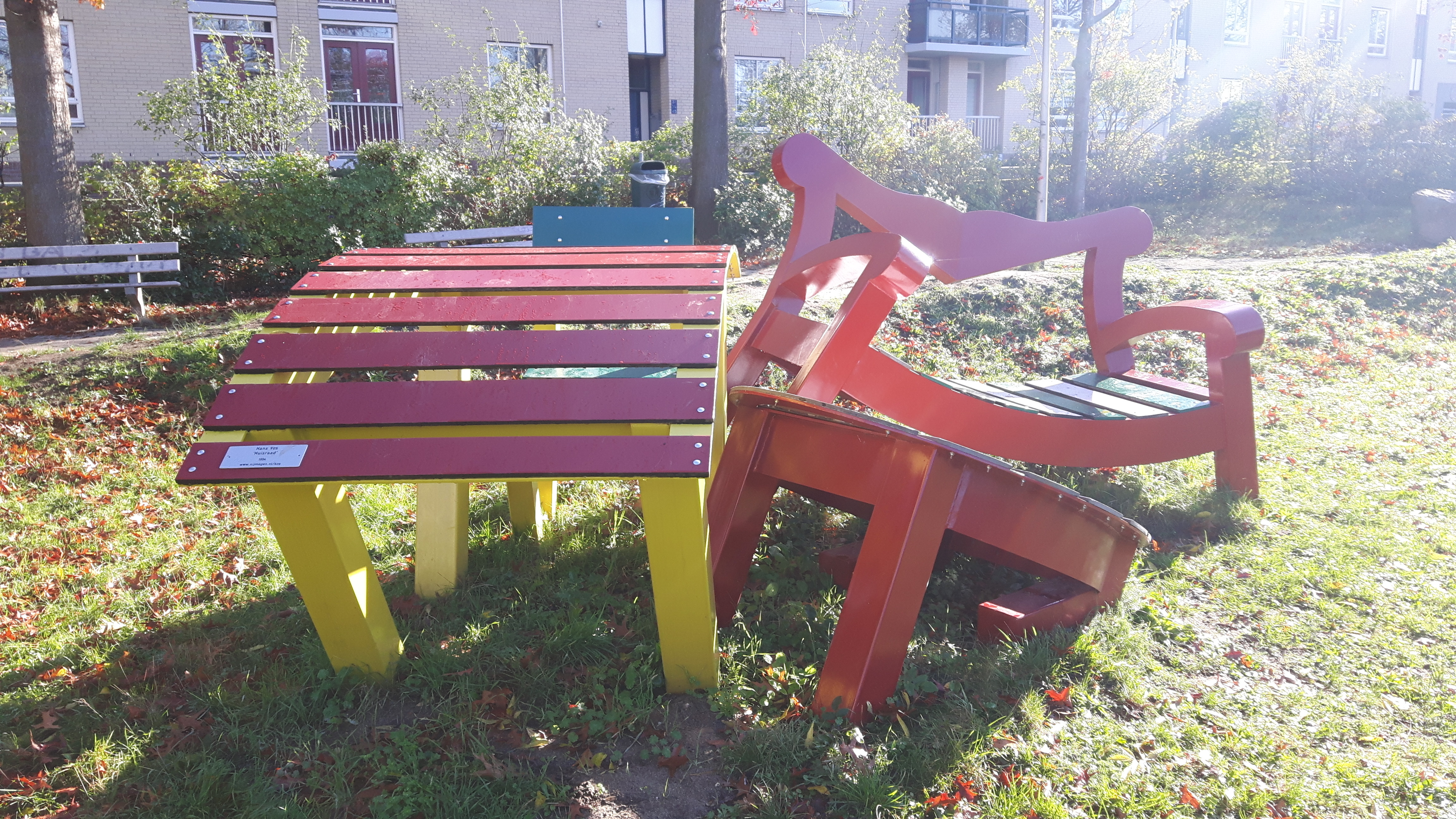
Huisraad, Nijmegen
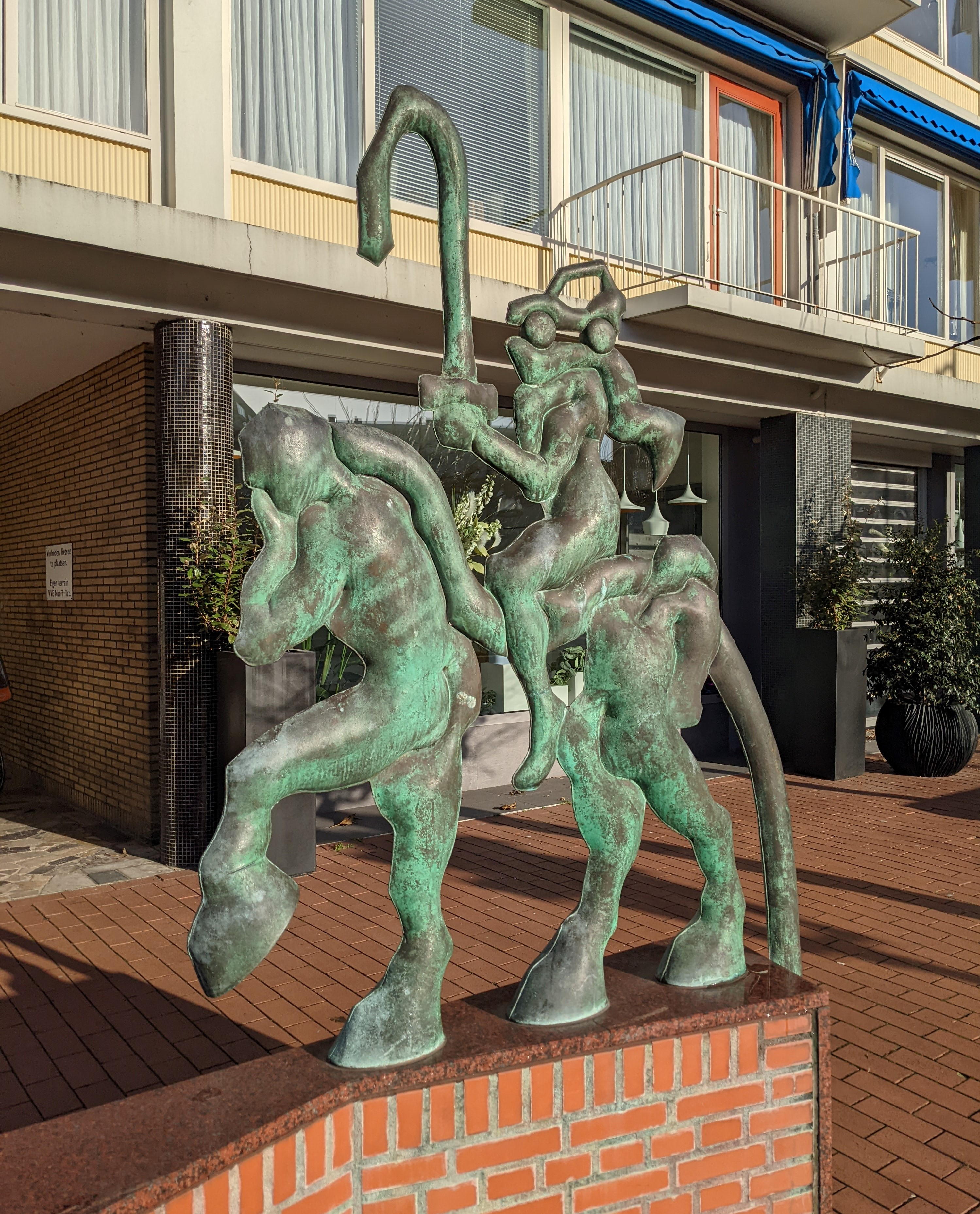
Ruiterstandbeeld, Velp
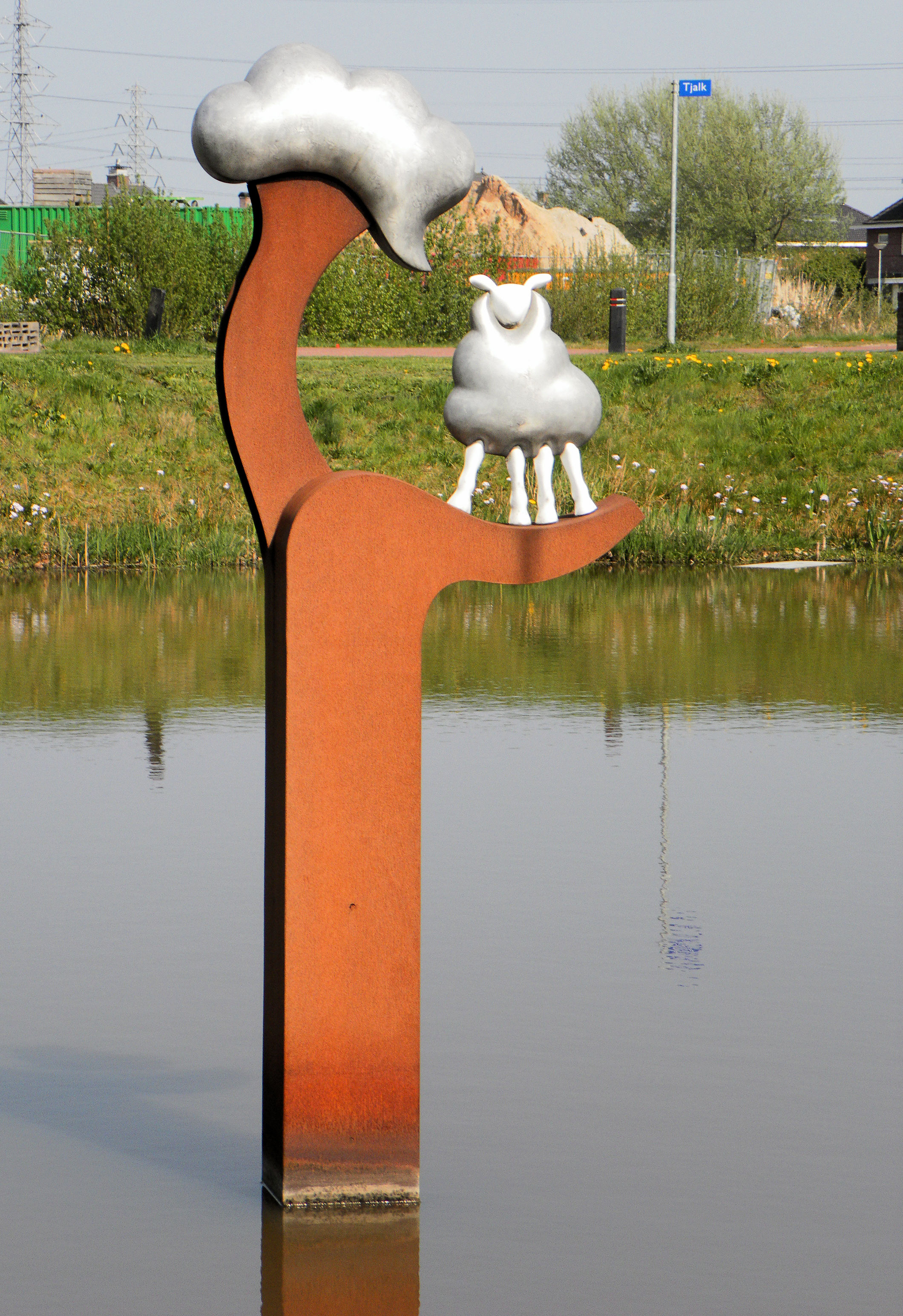
Schaap in boom, Assen